# Germaine de Randamie
Germaine de Randamie née le 24 avril 1984 à Utrecht aux Pays-Bas, est une kick-boxeuse et pratiquante néerlandaise d'arts martiaux mixtes (MMA). Elle combat actuellement à l'Ultimate Fighting Championship dans la division des poids coqs.

## Biographie

### Championne des poids plumes (2017)
Le 11 février 2017, de Randamie combat pour le titre inaugural des poids plumes à l'UFC 208 face à l'américaine Holly Holm. Germaine de Randamie remporte le combat par une décision unanime controversée et est ainsi couronnée première championne de la catégorie.
Pour faire taire la controverse, de Randamie propose un match revanche à Holm.
Au mois de mai 2017, il est annoncé que Germaine de Randamie devra défendre son titre face à Cristiane Justino, cependant de Randamie refuse ce combat à cause des multiples tests positifs aux produits dopants de Justino, cette décision est vivement critiquée, de Randamie étant accusée d'éviter Justino par lâcheté,. À la suite de ce refus catégorique, l'UFC retire le titre à de Randamie. Il est annocé que le titre désormais vacant sera mit en jeu lors de l'UFC 214 lors d'un combat opposant Justino à Megan Anderson, laquelle est finalement remplacée par Tonya Evinger, combat que remporte Justino.

### Retour en division poids coqs (depuis fin 2017)
À la suite de cette perte de titre, de Randamie décide de réintégrer la division poids coqs, et affrontera Marion Reneau à l'UFC Fight Night 115, le 2 septembre 2017. Cependant, blessée, elle est contraint de se voir remplacer par la brésilienne Talita Bernardo. Il est ensuite annoncé qu'elle fera face à Ketlen Vieira lors de l'UFC Fight Night 125, le 3 février 2018, mais en raison d'une blessure à la main de de Randamie, le combat est annulé. De Randamie fait finalement son retour dans l'octogone le 10 novembre 2018 pour l'UFC Fight Night 139, où elle bat Raquel Pennington par décision unanime.

## Palmarès en kick-boxing
- Championne du monde WIKBA (2005/2006/2008)
- Championne du monde IMTF (2005)
- Championne européenne WPKL (2003)
- Record de victoires consécutives chez les femmes (37 fois)

37 combats : 37 victoires (14 (T)KOs, 23 décisions), 0 défaite

## Palmarès en arts martiaux mixtes
| 14 combats     | 10 victoires | 4 défaites |
| Par KO         | 4            | 1          |
| Par soumission | 1            | 1          |
| Sur décision   | 5            | 2          |

| Résultat | Record | Adversaire        | Méthode                                        | Événement                                    | Date              | Round | Temps | Lieu                                        | Notes                                              |
| -------- | ------ | ----------------- | ---------------------------------------------- | -------------------------------------------- | ----------------- | ----- | ----- | ------------------------------------------- | -------------------------------------------------- |
| Victoire | 10-4   | Julianna Pena     | Soumission technique (étranglement guillotine) | UFC on ESPN 16 - Holm vs. Aldana             | 3 octobre 2020    | 3     | 3:25  | Île de Yas, Abou Dabi, Émirats arabes unis. |                                                    |
| Défaite  | 9-4    | Amanda Nunes      | Décision unanime                               | UFC 245 - Usman vs. Covington                | 14 décembre 2019  | 5     | 5:00  | Las Vegas, Nevada, États-Unis               |                                                    |
| Victoire | 9-3    | Aspen Ladd (en)   | KO                                             | UFC Fight Night: De Randamie vs. Ladd        | 13 juillet 2019   | 1     | 0:16  | Sacramento, California, États-Unis          |                                                    |
| Victoire | 8-3    | Raquel Pennington | Décision unanime                               | UFC Fight Night: Korean Zombie vs. Rodríguez | 10 novembre 2018  | 3     | 5:00  | Denver, Colorado, États-Unis                | Retour en division poids coqs.                     |
| Victoire | 7-3    | Holly Holm        | Décision unanime                               | UFC 208: Holm vs. de Randamie                | 11 février 2017   | 5     | 5:00  | Brooklyn, New York, États-Unis              | Pour le titre inaugural des poids plumes de l'UFC. |
| Victoire | 6-3    | Anna Elmose       | KO (coup de genou au ventre)                   | UFC Fight Night: Overeem vs. Arlovski        | 8 mai 2016        | 1     | 3:46  | Rotterdam, Pays-Bas                         | Performance de la soirée.                          |
| Victoire | 5-3    | Larissa Pacheco   | TKO (coups de poing)                           | UFC 185: Pettis vs. dos Anjos                | 14 mars 2015      | 2     | 2:02  | Dallas, Texas, États-Unis                   |                                                    |
| Défaite  | 4-3    | Amanda Nunes      | TKO (coups de coude)                           | UFC: Fight for the Troops 3                  | 6 novembre 2013   | 1     | 3:56  | Fort Campbell, Kentucky, États-Unis         |                                                    |
| Victoire | 4-2    | Julie Kedzie      | décision partagée                              | UFC on Fox: Johnson vs. Moraga               | 27 juillet 2013   | 3     | 5:00  | Seattle, Washington, États-Unis             |                                                    |
| Victoire | 3-2    | Hiroko Yamanaka   | Décision unanime                               | Strikeforce: Rousey vs. Kaufman              | 18 août 2012      | 3     | 5:00  | San Diego, Californie, États-Unis           |                                                    |
| Défaite  | 2-2    | Julia Budd        | Décision unanime                               | Strikeforce Challengers: Fodor vs. Terry     | 24 juin 2011      | 3     | 5:00  | Kent, Washington, États-Unis                |                                                    |
| Victoire | 2-1    | Stephanie Webber  | KO (coup de genou)                             | Strikeforce: Diaz vs. Cyborg                 | 29 janvier 2011   | 1     | 4:25  | San José, Californie, États-Unis            |                                                    |
| Victoire | 1-1    | Nikohl Johnson    | Décision unanime                               | Playboy Fight Night 5                        | 11 septembre 2010 | 3     | 5:00  | Los Angeles, Californie, États-Unis         |                                                    |
| Défaite  | 0-1    | Vanessa Porto     | Soumisison (clé de bras)                       | Revolution Fight Club 2                      | 19 décembre 2008  | 1     | 3:36  | Miami, Floride, États-Unis                  |                                                    |